# ماسح (تل الضمان)
ماسح أو تل ماسح قرية سورية تقع جنوب حلب وهي تتبع ناحية تل الضمان وتبعد عن مركز مدينة حلب 45 كم جنوبًا عدد سكانها 2.500 نسمة